# Astomum carniolicum
Astomum carniolicum là một loài Rêu trong họ Pottiaceae. Loài này được (F. Weber & D. Mohr) Mönk. mô tả khoa học đầu tiên năm 1927.